# 奥援暗沙
奥援暗沙是南海南沙群岛岛礁之一，位于南薇滩东北方，位于南威岛南约23海里。北纬8度09分，东经111度58分。属沉没环礁，为一群散列暗礁。

## 历史
- 1836年2月4日在美国华盛顿发行的周刊《军队与海军编年史》总第57号记述：奥援暗沙经纬度8°8 /111.59；从澳门到此10日；戴维·斯科特号司令Captain Owen(船长奥援，即欧文) 1835年5月11日在从珠江赴英国途中发现这个此前人们不知道的暗沙。[1]
- 1935年中国的公布名称为湾滩。
- 1947年和1983年中国的公布名称为奥援暗沙。有外文图书称其为Owen Shoal[2]。

## 地质地形
一群散列的暗礁，底质为珊瑚的浅滩。宽3.7km，浅处水深6.4m。

## 地理坐标
北纬8度9分，东经111度58分海域内